# Hajime Yatate
Hajime Yatate (矢立 肇?, Yatate Hajime), noto anche come Hajime Yadate, è uno pseudonimo dietro cui si cela lo staff creativo dello studio di animazione Sunrise.
Questo nome appare nei crediti di molte delle serie prodotte dalla Sunrise, tra cui:
- Daitarn III (1978)
- Diverse serie di Gundam, da Mobile Suit Gundam (1979) a Gundam SEED (2002)
- L'invincibile robot Trider G7 (1980)
- Saikyō Robo Daiōja (1981)
- I cinque samurai (Yoroiden Samurai Troopers, 1988)
- I cieli di Escaflowne (Tenkū no Esukaforohne, 1996)
- Outlaw Star (1997)
- Gasaraki (1998)
- Cowboy Bebop (1998)
- Infinite Ryvius (Mugen no Ryvius, 1999)
- Z-Mind (1999)
- Witch Hunter Robin (2002)
- Keroro (Keroro gunsō, 2004)
- Mai-HiME (Mai-HiME, 2004)
- Mai-Otome (Mai-Otome, 2005)
- Battle Spirits (Batoru Supirittsu, 2008-2017)